# قرية الكلى
قرية الكلى (بالإنجليزية: Kidney Village)‏ واسمها قرية هوسكي (بالإنجليزية: Hokse village)‏ قرية تقع في جنوب النيبال، وتعتبر من بين أفقر القرى في العالم، ويطلق عليها اسم "قرية الكلى"؛ لأن الأغلبية المطلقة لسكانها يعيشون بكلية واحدة بعد بيعهم للثانية بسبب الفقر. ويتردد تجار الأعضاء البشرية على هذه القرية لإقناع مزيد من الأشخاص ببيع كِليتهِم في السوق السوداء مقابل مبالغ مالية زهيدة لا تفوق الألفي دولار أمريكي. ويتوجب على من يوافق على هذا النوع من الصفقات التنقل حتى الهند لإجراء العملية ثم العودة مجددًا إلى القرية. ويستغل تجار الأعضاء البشرية جهل سكان هذه القرية لإيقاعهم في شباكهم، ذلك أنهم يخبرونهم بأن الكلية المنزوعة ستنمو بعد سنين قليلة، كما أن رؤية الآخرين الذين مروا بنفس التجربة يعيشون بكلية واحدة يسهل على هذه الشبكات إقناع المزيد من الأشخاص على بيع قطع من أجسادهم مقابل أموال ضئيلة.

## وصلات خارجية
الحكومة
- للحكومة النيبال
- الموقع الرسمي لمجلس سياحة نيبال

معلومات عامة
- نيبال من بي بي سي نيوز
- نيبال  على كتاب حقائق العالم
- قرية الكلى على مشروع الدليل المفتوح
- نيبال - مقال موسوعة بريتانيكا
- معلومات جغرافية متعلقة بقرية الكلى على خريطة الشارع المفتوح